# Eddie Matos
Eddie Matos (San Juan, Porto Rico, 18 de Julho de 1978) é um ator estadunidense, mais conhecido por interpretar Ricky Garza em Port Charles e Henry Duque em Cane.

## Biografia

### Vida pessoal
Eduardo Matos nasceu em San Juan, uma grande cidade de Porto Rico, e logo cedo, se mudou com seus país para Nova Jérsei, onde se formou no colegial. Posteriormente, sua família viveria em Miami, e ele, em uma nova viagem, iria para Los Angeles, com o objetivo de se tornar um grande ator.

### Carreira
Depois de algumas aparições em séries de televisão como Clueless, All About Us e The Bold and the Beautiful, Matos conseguiu o papel que mudaria sua carreira, Ricky Garza de Port Charles, uma telenovela diurna da ABC, onde permaneceu até o cancelamento da mesma, em 2003. Na seqüência, ele viria a participar de General Hospital, onde obteve um personagem recorrente entre 2006 e 2007 chamado Peter Marquez, e sua saída do programa, se deu devido ao início da produção de Cane. Atualmente, ele também faz parte de uma banda chamada 23 Link Chain.

## Filmografia

### Televisão
- 2010 House MD como Massagista
- 2009 Ghost Whisperer como Javier Torres
- 2007 Cane como Henry Duque
- 2007 General Hospital como Peter Marquez
- 2006 Pepper Dennis como Marcus
- 2006 In Justice como Cruz Salgado
- 2006 Women in Law como James
- 2004 Charmed como Paramédico Garcia
- 2004 Tru Calling como Charlie
- 2003 Port Charles como Ricky Garza
- 2001 All About Us como Steven Castelli
- 2001 The Bold and the Beautiful como Charlie Espinada
- 1999 Clueless como Tyler

### Cinema
- 2001 Wanderlust como Drowned Sailor